# Parc Grūtas

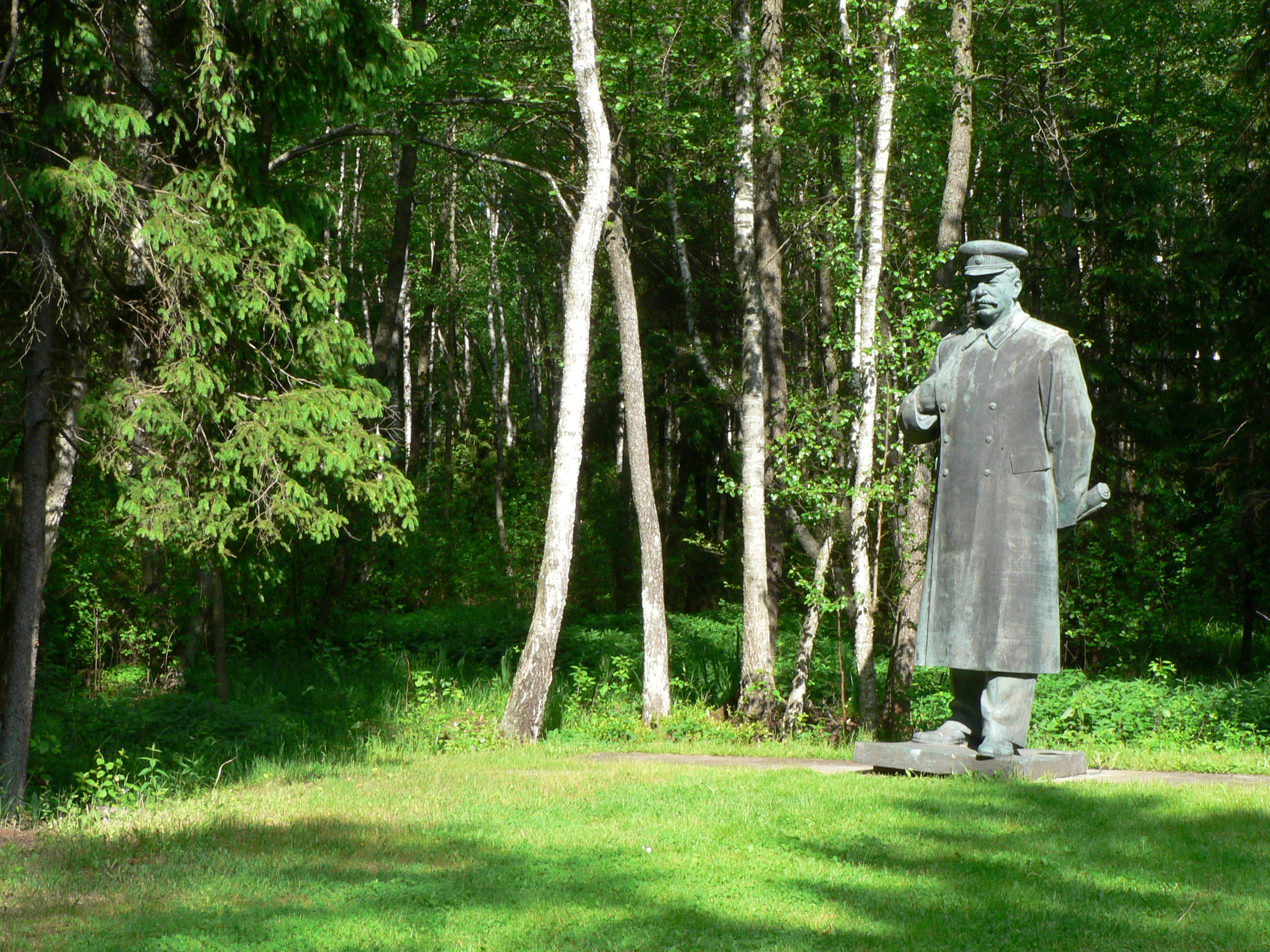
Una estàtua de Ióssif Stalin al Parc Grūtas, que originàriament era a Vílnius.

Parc Grūtas (extra-oficialment conegut com a «Món de Stalin» Stalin's World; en lituà: Grūto parkas) és un jardí d'escultures de l'era soviètica junt amb una exposició d'altres obres ideològiques soviètiques de l'època de la República Socialista Soviètica de Lituània. Fundat el 2001 per l'empresari Viliumas Malinauskas, el parc es troba a la vora de Druskininkai, prop de 130 quilòmetres al sud-oest de Vílnius capital de Lituània.

## Història
Després que Lituània va recuperar la seva independència el 1990, es van treure diverses estàtues soviètiques i van ser emmagatzemades en diferents llocs. L'empresari Malinauskas va sol·licitar a les autoritats lituanes que li atorguesin la possessió de les escultures, per poder construir un museu amb finançament privat. Aquest parc temàtic soviètic va ser creat als aiguamolls del Parc Nacional Dzūkija. Moltes de les seves representacions són recreacions dels camps de presoners del Gulag soviètic: camins de fusta, torres de vigilància i tanques de filferro espinós.
La seva creació es va enfrontar a una forta oposició, i la seva existència continua sent controvertida. Algunes idees destinades originàriament per ser part del parc no es va permetre la seva execució. El transport dels visitants del parc es realitza en un tren d'estil Gulag. El Parc Grūtas i el seu fundador Malinauskas van guanyar l'any 2001 el Premi Ig Nobel. Des de gener de 2007 el parc ha estat en litigi amb l'Agència de protecció de drets d'autor lituà. L'agència requereix els drets que hagin d'abonar-se als set artistes lituans que van crear algunes de les estàtues.
El parc també conté àrees de jocs, un minizoo i cafè. En especials ocasions n'hi ha actors que recreen diferents festivals soviètics.

## Exposició
L'exposició, consta de 86 escultures realitzades per 46 escultors, s'organitza per àrees. Cadascuna de les escultures representa un activista soviètic o socialista, molts d'ells d'ètnia lituana. L'«àrea totalitària» té escultures dels principals líders i pensadors comunistes, com Vladímir Lenin, Ióssif Stalin, i Karl Marx. L'«àrea del terror» està dedicat a les escultures dels fundadors del Partit Comunista de Lituània (Zigmas Aleksa-Angarietis, Vincas Mickevičius-Kapsukas) i funcionaris de l'Exèrcit Roig (Feliksas Baltušis-Žemaitis, Ieronim Uborevich). També compta amb una escultura de Fèliks Dzerjinski, l'organitzador del Terror Roig.
El «tema soviètic» inclou escultures dels quatre líders dels comunistes lituans, executats en les seqüeles del Cop d'estat de 1926 a Lituània, i militants de la Guerra de Lituània i la Unió Soviètica de 1918 a 1919. L'«àrea roja» està dedicat als partisans soviètics, incloent Maryté Melnikaité, única dona lituana guardonada com a Heroi de la Unió Soviètica. L'«ocupació i mort», mostren el costat brutal del règim soviètic: deportacions massives, la supressió dels partisans lituans, etc.